# Takydromus haughtonianus
Takydromus haughtonianus är en ödleart som beskrevs av  Jerdon 1870. Takydromus haughtonianus ingår i släktet Takydromus och familjen lacertider. Inga underarter finns listade i Catalogue of Life.